# Jevhen Novak
Jevhen Anatolijovyč Novak (in ucraino Євгеній Анатолійович Новак?; Kiev, 1º febbraio 1989) è un ex calciatore ucraino, di ruolo difensore.

## Carriera

### Club
Il 31 agosto 2015 viene acquistato dalla squadra macedone del Vardar.

### Nazionale
Nel 2009 ha giocato una partita nella nazionale ucraina Under-21.

## Palmarès

### Club

#### Competizioni nazionali
- Perša Liha: 1

Sevastopol': 2012-2013
- Campionato macedone: 2

Vardar: 2015-2016, 2016-2017